# ایمانوئل بک
ایمانوئل بک (سوئدی: Immanuel Bäck; ۲۵ مهٔ ۱۸۷۶ – ۷ مارس ۱۹۳۹) سیاستمدار اهل فنلاند بود.